# Chengdu Open 2018
Lo Chengdu Open 2018 è stato un torneo di tennis giocato sul cemento. È stata la terza edizione del torneo, che ha fatto parte della categoria ATP World Tour 250 series nell'ambito dell'ATP World Tour 2018. Si è giocato al Sichuan International Tennis Center di Chengdu, in Cina, dal 24 al 30 settembre 2018.

## Partecipanti

### Teste di serie
| Nazionalità   | Giocatore           | Ranking* | Testa di serie |
| ------------- | ------------------- | -------- | -------------- |
| Italia        | Fabio Fognini       | 13       | 1              |
| Corea del Sud | Chung Hyeon         | 23       | 2              |
| Georgia       | Nikoloz Basilašvili | 31       | 3              |
| Francia       | Adrian Mannarino    | 32       | 4              |
| Francia       | Gaël Monfils        | 42       | 5              |
| Australia     | Matthew Ebden       | 48       | 6              |
| Portogallo    | João Sousa          | 49       | 7              |
| Stati Uniti   | Tennys Sandgren     | 58       | 8              |

* Rankings al 17 settembre 2018.

### Altri partecipanti
I seguenti giocatori hanno ricevuto una wildcard per il tabellone principale:
- Tseng Chun-hsin
- Wu Yibing
- Zhang Ze

I seguenti giocatori sono passati dalle qualificazioni:

- Ruben Bemelmans
- Prajnesh Gunneswaran
- Lloyd Harris
- Bernard Tomić

Il seguente giocatore è entrato in tabellone come lucky loser:
- Félix Auger-Aliassime

### Ritiri
Prima del torneo
- Kevin Anderson → sostituito da  Tim Smyczek
- Pablo Carreño Busta → sostituito da  Vasek Pospisil
- Márton Fucsovics → sostituito da  Radu Albot
- Nicolás Jarry → sostituito da  Evgenij Donskoj
- Leonardo Mayer → sostituito da  Guido Pella
- John Millman → sostituito da  Marcos Baghdatis
- Frances Tiafoe → sostituito da  Taylor Fritz
- Zhang Ze → sostituito da  Félix Auger-Aliassime

Durante il torneo
- Miša Zverev

## Campioni

### Singolare
Bernard Tomić ha battuto in finale  Fabio Fognini con il punteggio di 6-1, 3-6, 7–6(7).
- È il quarto titolo in carriera per Tomić, il primo della stagione.

### Doppio
Ivan Dodig /  Mate Pavić hanno battuto in finale  Austin Krajicek /  Jeevan Nedunchezhiyan con il punteggio di 6-2, 6-4.